# Schönegg bei Pöllau
Schönegg bei Pöllau mit 1376 Einwohnern (Stand: 31. Oktober 2013) ist eine ehemalige Gemeinde im Gerichtsbezirk Fürstenfeld und im politischen Bezirk Hartberg-Fürstenfeld in der Steiermark in Österreich. Im Rahmen der steiermärkischen Gemeindestrukturreform ist die Gemeinde seit 2015 mit den Gemeinden Rabenwald, Saifen-Boden, Pöllau und Sonnhofen zusammengeschlossen,
die neue Gemeinde führt den Namen Marktgemeinde Pöllau weiter. Grundlage dafür ist das Steiermärkische Gemeindestrukturreformgesetz – StGsrG.

## Geografie

### Geografische Lage
Schönegg bei Pöllau liegt etwa 10 km westlich der Bezirkshauptstadt Hartberg und circa 35 km nordöstlich der Landeshauptstadt Graz im Naturpark Pöllauer Tal. Das Gemeindegebiet wird von der Pöllauer Safen durchflossen, die mit ihren Zuflüssen, insbesondere dem Lambach und dem Kroisbach (durch die Schönauklamm), das Gemeindegebiet entwässert. Die höchste Erhebung der ehemaligen Gemeinde ist der Buchkogel mit einer Höhe von 907 m.

### Gliederung
Die Gemeinde bestand aus drei Katastralgemeinden (Fläche Stand 31. Dezember 2023) bzw. gleichnamigen Ortschaften (Einwohner Stand 1. Jänner 2024):
- Hinteregg (1.425,53 ha; 481 Ew.) mit Dreihöf, Freiberg, Haidenhöf, Hinterleiten, Holzberg, Kroisbach ZH, Lehen, Maierleiten, Rechberg, Reisenbichl und Schönauberg
- Schönau (574,71 ha; 423 Ew.) mit Burgstall, Fahring, Safental, Scheiben, Schönauberg und, Schönaudorf
- Winzendorf (656,43 ha; 504 Ew.) mit Söllnerdorf, Tutten und Winzendorf-Zerstreute Häuser

### Eingemeindungen
Die Gemeinde Schönegg bei Pöllau entstand in den Jahren 1968 und 1969, als sich die selbständigen Gemeinden Hinteregg, Schönau und Winzendorf zusammenschlossen. Diese Zusammensetzung drückt sich auch im Wappen der Gemeinde aus, das deren Geschichte darstellt.

## Geschichte

### Hinteregg
Das Ortsgebiet von Hinteregg war bereits in der Steinzeit besiedelt, was durch den Fund eines Steinbeils belegt ist. Der Ort wurde erstmals 1386 als Chalegg erwähnt. Im Laufe der Zeit änderte sich der Name über Khallekh (1475) und Kalchegg (1527) in den heutigen Namen, der erstmals im Jahr 1703 belegt ist. Der ursprüngliche Name leitet sich vom Wort Kallen (Verursachen von Lärm) ab, der einer Befestigungsanlage herrührte, die den Übergang von Safen- ins Feistritztal schützte und die 1332 erstmals erwähnt wird.
Die Vergabe von Lehen an die Herren von Herberstein im Jahr 1424 führte zu einer Zersplitterung des Ortes. Zu Beginn des 16. Jahrhunderts entstanden durch Rodung zahlreiche Einzelhöfe um den Herrenhof in Dreihöf herum.

### Schönau
Schönau nahm zunächst die gleiche Entwicklung wie Hinteregg, bevor es im Jahr 1459 von Hans von Stubenberg zusammen mit dem Markt Pöllau an Heinrich von Neidberg verkaufte, der daraus das Stift Pöllau gründen wollte, was allerdings erst 1504 geschah. Schönau wurde erstmals im Jahr 1332 als In der schönen Au erwähnt. 1396 wurde hier eine Steinmühle errichtet. Bereits damals wurden die Hänge in Schönau zum Weinbau genutzt.

### Winzendorf
Der östlich der Pöllauer Safen gelegene Ort Winzendorf wird erstmals im Jahr 1318 urkundlich erwähnt. 1325 wurde das Dorf des kleinen Freundes („Vinizzo“) an den Pfarrer von Pöllau verkauft und kam letztendlich zum Stift Pöllau.

### Bevölkerungsentwicklung der ehemaligen Gemeinde
| Jahr      | 1869 | 1880 | 1890 | 1900 | 1910 | 1923 | 1934 | 1939 |
| --------- | ---- | ---- | ---- | ---- | ---- | ---- | ---- | ---- |
| Einwohner | 1422 | 1408 | 1341 | 1353 | 1461 | 1438 | 1469 | 1374 |
| Jahr      | 1951 | 1961 | 1971 | 1981 | 1991 | 2001 | 2013 |      |
| Einwohner | 1391 | 1393 | 1475 | 1437 | 1413 | 1386 | 1376 |      |

Quelle: Statistik Austria

## Politik

### Gemeinderat
Die letzten Gemeinderatswahlen brachten die folgenden Ergebnisse:
| Partei          | 2010    | 2010    | 2010    | 2005 | 2005 | 2005 | 2000 | 2000 | 2000 | 1995 | 1995 | 1995 | 1990 | 1990 | 1990 |
| Partei          | Stimmen | %       | Mandate | St.  | %    | M.   | St.  | %    | M.   | St.  | %    | M.   | St.  | %    | M.   |
| --------------- | ------- | ------- | ------- | ---- | ---- | ---- | ---- | ---- | ---- | ---- | ---- | ---- | ---- | ---- | ---- |
| ÖVP             | 650     | 65,52   | 10      | 581  | 60   | 9    | 635  | 73   | 11   | 625  | 66   | 11   | 602  | 66   | 10   |
| SPÖ             | 271     | 27,32   | 04      | 381  | 40   | 6    | 234  | 27   | 4    | 273  | 29   | 04   | 316  | 34   | 05   |
| FPÖ             |         |         |         |      |      |      |      |      |      | 054  | 06   | 0    |      |      |      |
| KPÖ             | 071     | 07,16   | 01      |      |      |      |      |      |      |      |      |      |      |      |      |
| Wahlbeteiligung | 87,68 % | 87,68 % | 87,68 % | 87 % | 87 % | 87 % | 85 % | 85 % | 85 % | 91 % | 91 % | 91 % | 93 % | 93 % | 93 % |

### Bürgermeister
Letzter Bürgermeister war Franz Winkler (ÖVP), letzter Vizebürgermeister Werner Mauerhofer (ÖVP).

### Wappen
Blasonierung:
„Im roten Schild eine eingebogene gestürzte silberne Spitze mit einer grünen Weinrebe von zwei Blättern und einer roten Traube, beseitet vorne von einem gestürzten auswärts gekehrten silbernen Pflugmesser und hinten schräglinks von einem geschäfteten silbernen Steinbeil mit auswärts gekehrtem Beil.“
Das Gemeindewappen wurde von Bürgermeister Franz Winkler entworfen und der Gemeinde Schönegg bei Pöllau am 26. Mai 1997 von der steiermärkischen Landesregierung verliehen.

### Regionalpolitik
Schönegg bei Pöllau ist Mitglied im Gemeindeverband Naturpark Pöllauer Tal, und mit diesem in der LEADER-Region Oststeirisches Kernland. 7. Dez. 2010 wurde Naturpark Pöllauer Tal auch als Regionext-Kleinregion konstituiert. Anlässlich der Gemeindestrukturreform der Steiermark 2010–2015 wird Schönegg vermutlich mit allen vier anderen Gemeinden der Kleinregion fusionieren.

## Wirtschaft und Infrastruktur

### Verkehr
Schönegg bei Pöllau liegt abseits der großen Hauptverkehrsstraßen an der Schloffereckstraße L 406 von Hartberg nach Pöllau. Die Wechsel Straße B 54 von Hartberg nach Gleisdorf ist etwa fünf Kilometer entfernt. Die Süd Autobahn A 2 von Wien nach Graz ist in etwa zwölf Kilometern über die Anschlussstelle Hartberg (exit 115) zu erreichen.

### Bildung
In Schönau befindet sich ein Kindergarten und eine Volksschule.

## Kultur und Sehenswürdigkeiten

### Parks
Der Naturerlebnispark Zur grünen Au in Winzendorf bietet verschiedene Plätze zur Erholung und Entspannung wie Hängematten, Wassertreten, Feuerlauf usw.
Der Eichleit’n-Teich in Winzendorf wurde vor 500 Jahren angelegt.

### Sport
Das Reitsportzentrum Schönegg sowie die weiteren Pferdehöfe in Schönau machen die Gemeinde Schönegg zum Ausgangspunkt von Ausritten durch den Naturpark Pöllauer Tal.